# Euphorbia verna
Euphorbia verna là một loài thực vật có hoa trong họ Đại kích. Loài này được Phil. mô tả khoa học đầu tiên năm 1895.